# كأس السوبر الأوروبي 1976
كأس السوبر الأوروبي 1976 هي النسخة الخامسة من بطولة كأس السوبر الأوروبي، التي كانت تجمع بين رويال أندرلخت بطل النسخة وبطل كأس الاتحاد الأوروبي للأندية أبطال الكؤوس؛ وبين بايرن ميونخ بطل الكأس الأوروبية، وإنتهت بفوز رويال أندرلخت بإجمالي 5:3، في الذهاب إنتهت بفوز بايرن ميونخ بنتيجة 2:1؛ ولكن قلب الأحوال رويال أندرلخت بفوزه 4:1.